# Stolen Harmony
Stolen Harmony is een Amerikaanse misdaadfilm uit 1935 onder regie van Alfred L. Werker.

## Verhaal
De orkestleider Jack Conrad is onder de indruk van Ray Angelo, een gevangene die goed saxofoon kan spelen. Na zijn vrijlating neemt Jack hem meteen in dienst. Op tournee voert Ray een succesvol nummer op met de danseres Jean Loring. Als de toerbus wordt beroofd, valt de verdenking op hem.

## Rolverdeling
| Acteur            | Personage      |
| ----------------- | -------------- |
| George Raft       | Ray Angelo     |
| Ben Bernie        | Jack Conrad    |
| Grace Bradley     | Jean Loring    |
| Iris Adrian       | Sunny Verne    |
| Lloyd Nolan       | Chesty Burrage |
| Goodee Montgomery | Lil Davis      |
| Charles Arnt      | Clem Walters   |